# بیلی گالوین
بیلی گالوین (به انگلیسی: Billy Galvin) یک فیلم درام آمریکایی محصول سال ۱۹۸۶ به کارگردانی جان گری با بازی کارل مالدن و لنی فون دولن است.

## بازیگران اصلی
- کارل مالدن در نقش جک گالوین
- لنی فون دولن در نقش بیلی گالوین
- جویس وان پاتن در نقش مای گالوین
- تونی کالم در نقش نورا
- کیث سارابایکا در نقش دونا